# ZEN (ローカルタレント)
ZEN（ゼン）は、秋田県秋田市出身のローカルタレント、印舗店主。

## 出演履歴
- サタナビっ!（秋田朝日放送）[1]
- 晴れのち晴れブラボーな日曜日（秋田放送ラジオ）

## リンク
- サタナビっ!出演者紹介
- 【サタナビっ！】ゆうかエンジェルとゆうかデビル、工藤印舗で雑談